# Gollapalli. K, Srinivaspur
Gollapalli. K là một làng thuộc tehsil Srinivaspur, huyện Kolar, bang Karnataka, Ấn Độ.